# 新竹縣私立東泰高級中學
新竹縣私立東泰高級中學，簡稱東泰高中、TTSH，原名為新竹縣私立新力高級工業家事職業學校，是位於新竹縣竹東鎮的一所私立綜合型高級中等學校，為竹東鎮唯二的高中職之一，設有普通科、汽車科、餐飲管理科、美容美髮科、資料處理科、觀光事業科、實用技能班、綜合職能科以及建教合作班。

## 歷史沿革
- 1970年：夏，桃竹兩縣教育界先進與熱心地方教育之士紳吳伯雄、古燧昌、楊永奎、宋枝發、李顯烈諸先生，響應政府獎勵私人興學，乃發起建校。
- 1971年：5月，奉准籌建，定名「新竹縣私立新力高級工業家事職業學校」，第一屆董事會亦同時奉准成立。8月招收工業及商業類科學生。
- 1972年：創立附設進修補習學校，設有機工科、汽車修護科及綜合商業科。
- 1972年：年度設立機工科及傢俱木工科之輪調式建教合作班。
- 1974年：籌設幼兒保育、服裝縫製及美容等三個家事類科。
- 2001年：復核准改制並更名為「新竹縣私立東泰高級中學」，並成立高中部與國中部。
- 2004年：增設實用技能班三年段汽車修護科、美顏技術科、餐飲技術科各一班。
- 2005年：增設實用技能班-中餐廚師科一班。
- 2006年：增設實用技能班-微電腦修護科一班，並停辦綜合高中，轉型為職業類科，恢復餐飲科、美容科、幼保科、汽車科、資訊科及資處科。
- 2019年：與國防部合作設立國防培育專班。
- 2019年：與中華民國電子競技運動協會合作，設立台灣第一個電競運動基層訓練站。
- 2019年：與閃電狼職業電競隊簽立產學合作青訓基地。
- 2021年：HBL男子組比賽第四名。
- 2024年: HBL男子組比賽第三名。

## 歷任校長
| 任次 | 姓名   | 任職時間               | 備註 |
| ---- | ------ | ---------------------- | ---- |
| 1    | 吳承勳 | 1971年11月－1972年8月  |      |
| －   | 張治民 | 1972年8月－1973年5月   | 代理 |
| 2    | 杜柏翰 | 1973年5月－1974年4月   |      |
| 3    | 王繼舜 | 1974年5月－1975年7月   |      |
| 4    | 回顧行 | 1975年8月－1978年7月   |      |
| 5    | 戴志遠 | 1978年8月－1987年7月   |      |
| －   | 姜添旺 | 1987年8月－1988年3月   | 代理 |
| 6    | 吳兆乾 | 1988年4月－1995年8月   |      |
| 7    | 陳琪惠 | 1995年9月－2008年7月   |      |
| 8    | 張春鴻 | 2008年8月－2015年3月   |      |
| 9    | 黃俊燁 | 2015年4月－2015年11月  |      |
| －   | 張春鴻 | 2015年11月－2015年12月 | 代理 |
| 10   | 何軒盛 | 2016年1月－2020年1月   |      |
| 11   | 賴文政 | 2020年1月至今          |      |

## 學校象徵

### 校訓
「勤懇篤實」為東泰高中之校訓；其校訓各有之含義:

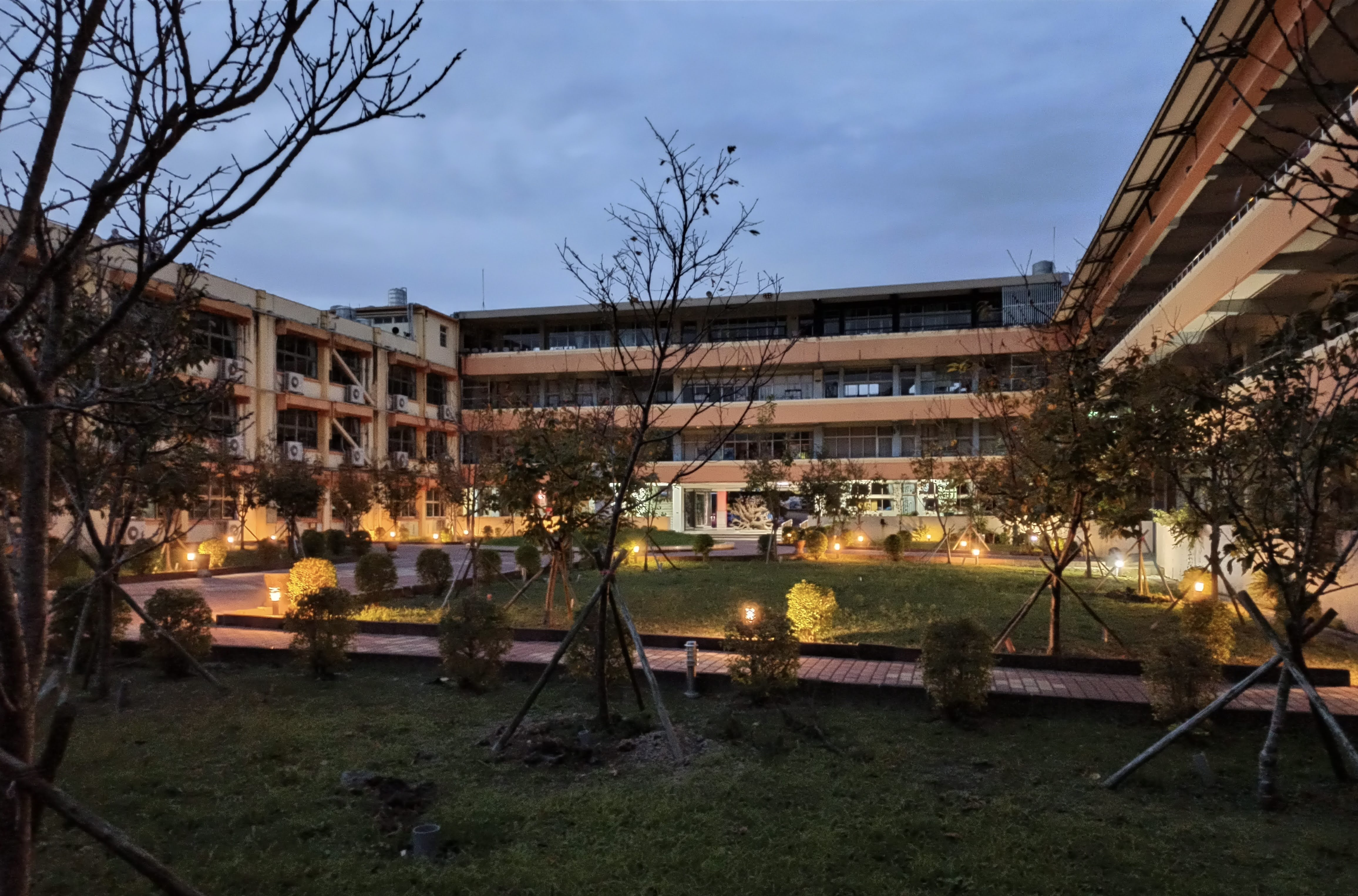
慈緣廣場晚間照片

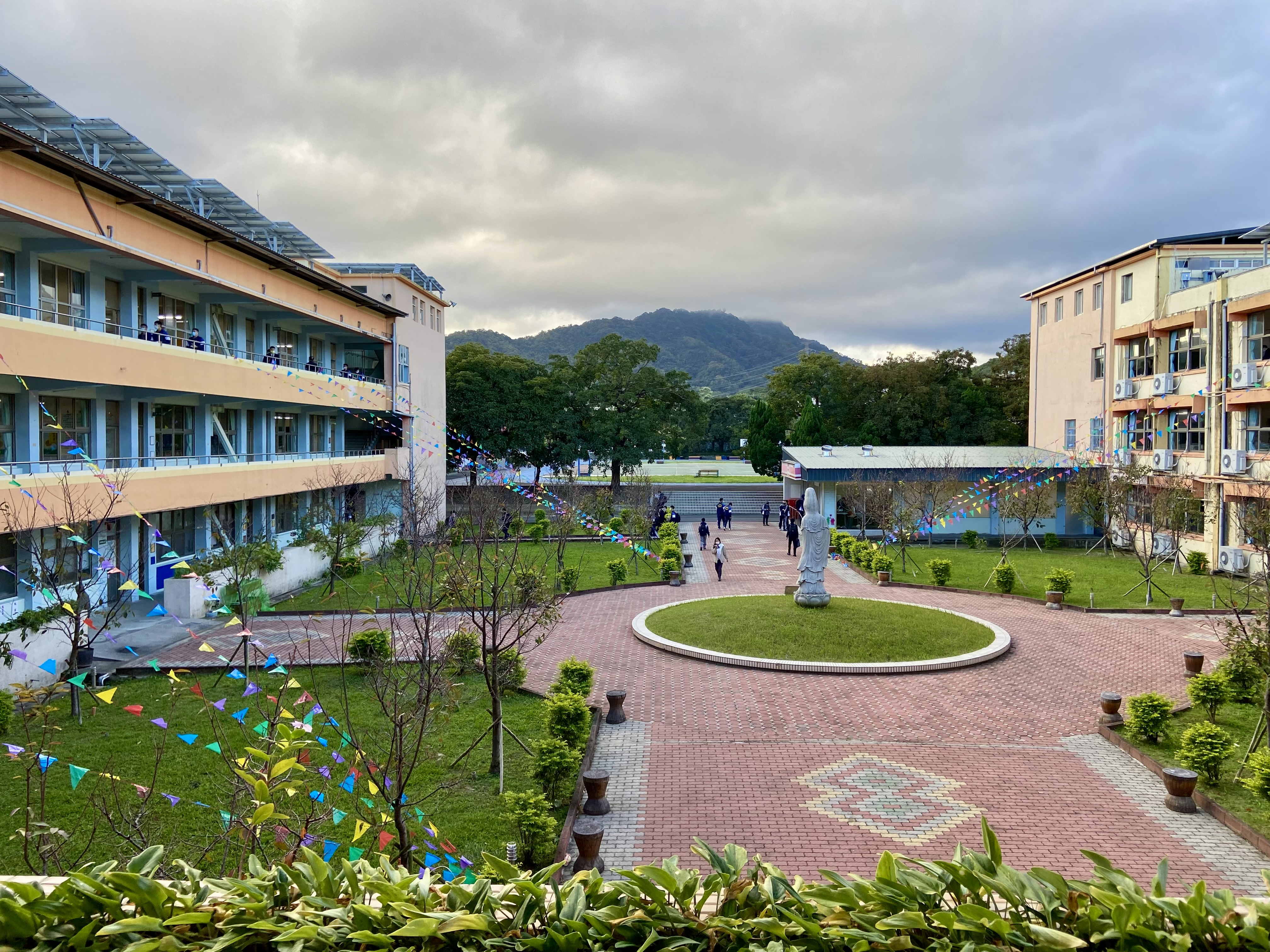
慈緣廣場日間照片

- 勤：謂之勤勞進取之努力也
- 懇：謂之懇切真誠曉謙和也
- 篤：謂之篤行目標傳技藝也
- 實：謂之實現宏志承家邦也

## 教學單位

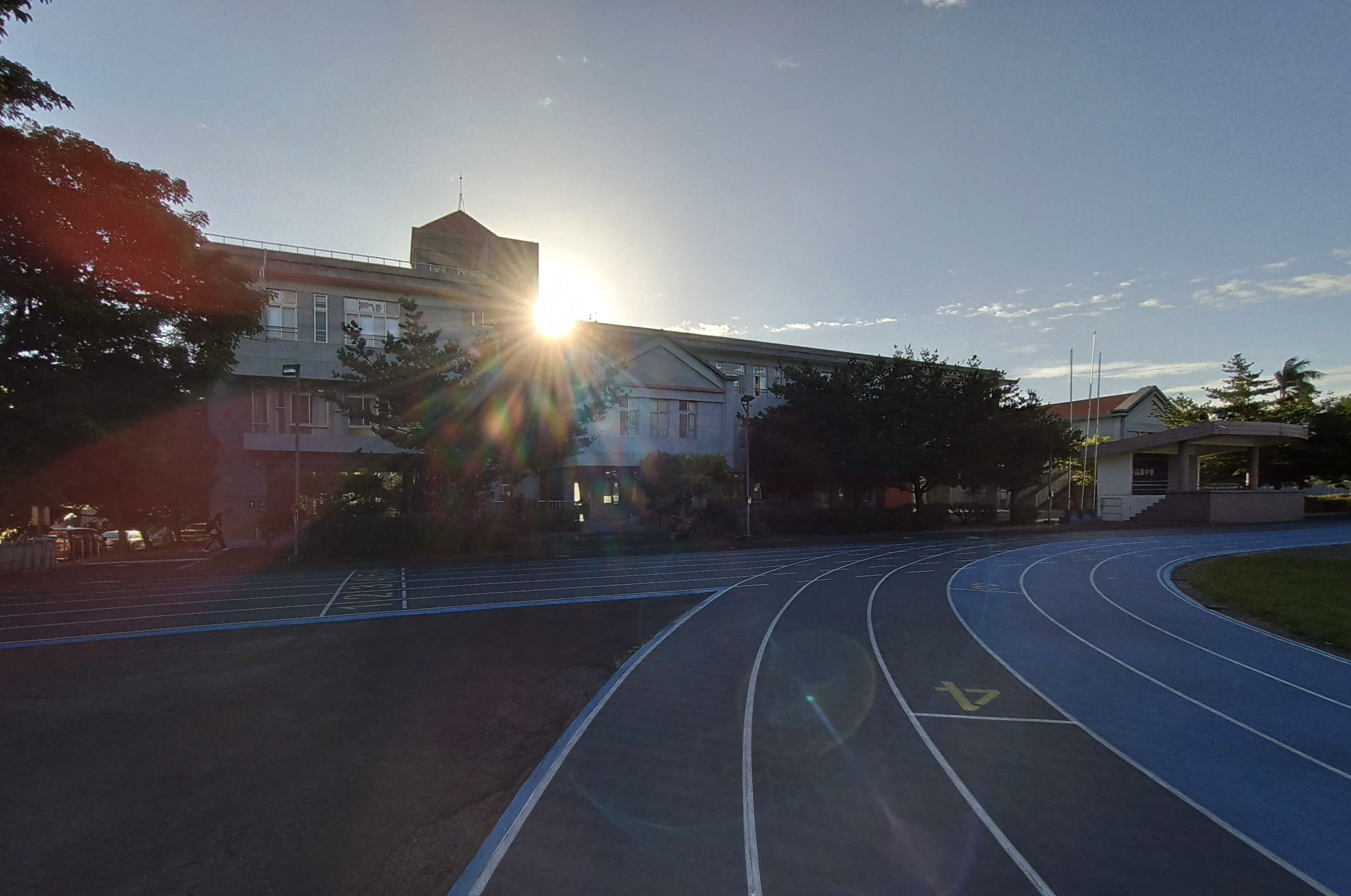
國中部及普通科教室

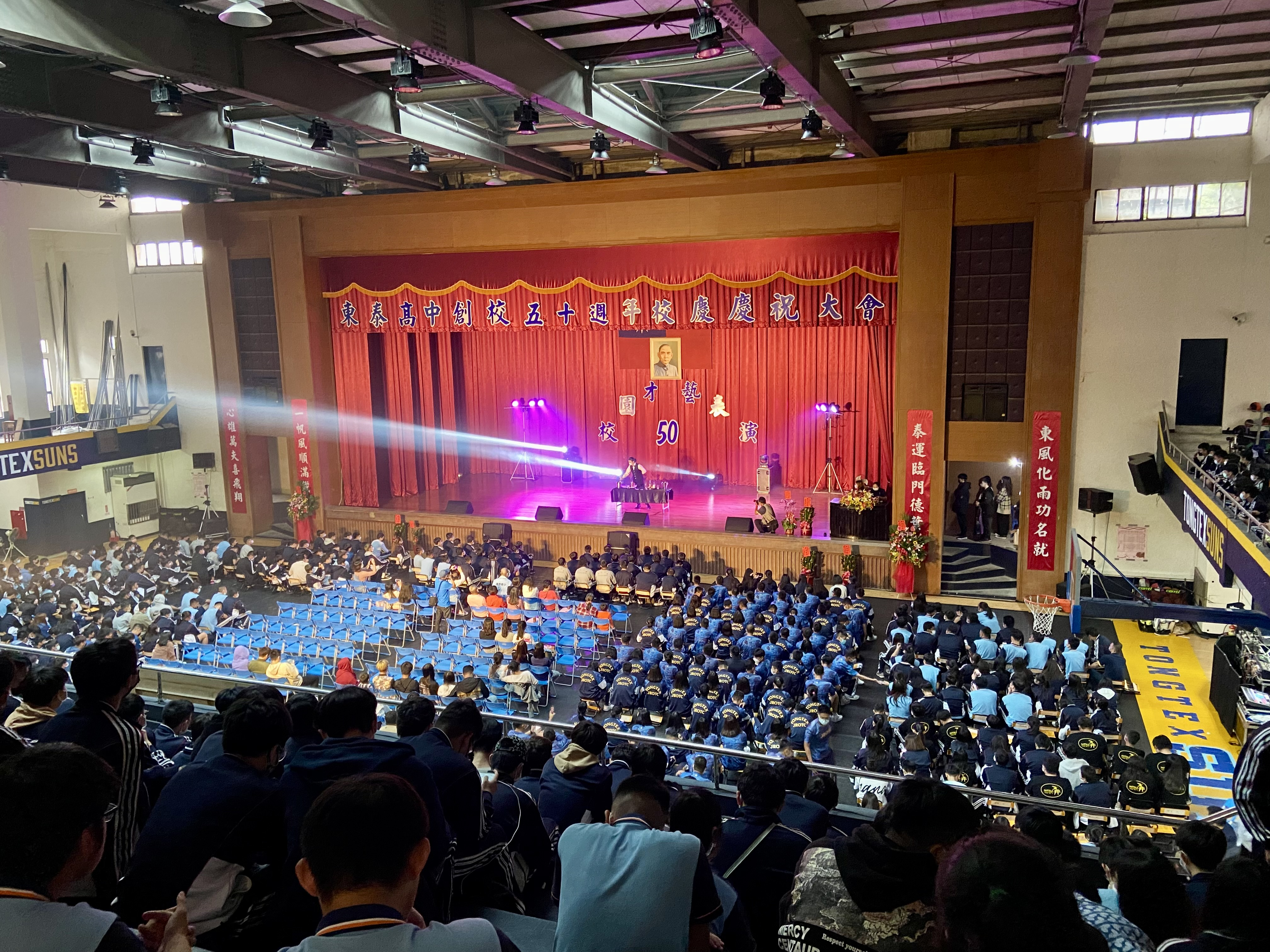
體育館(圖為50週年校慶才藝表演)

| - 高中部 - 普通科 - 升學班 - 國防部國軍人才培育專班 - 汽車科 - 餐飲管理科（餐飲科、工讀班） - 美容美髮科（時尚造型科、工讀班） - 資料處理科（電競隊） - 觀光事務科（觀光醫事科） - 實用技能班 - 水電技術科 - 機車修護科 - 商業管理科 - 餐飲管理科 - 建教合作班（階梯式建教班、日料專班） - 綜合職能科 | - 國中部 - 國中技藝學程（餐飲、汽機車修護、電子電機、美容美髮） - 進修部 - 餐飲管理科 - 汽車科 - 工讀班 |

## 籃球校隊
東泰高中男籃隊於2006年成軍，女籃隊成立於2015年，女籃隊和WSBL台元女籃建教合作，2020年5月22日與台元女籃結束5年建教合作。
105學年度，繼南山高中、南湖高中後，東泰高中成為HBL史上第3所男女籃同時進入12強的學校。

### 男籃
男籃隊2013年HBL資格賽，東泰打入全國HBL前16強，成軍7年首隊史首次闖過資格賽，也是新竹縣歷年第一支打進全國預賽的籃球隊伍。
105學年度，在高丁國柱教練的調教下，東泰男籃在複賽外卡戰中先後擊敗光復高中與青年高中，首次殺進甲級8強，並在8強賽最終戰粉碎東山高中進軍台北小巨蛋的美夢；106學年度，東泰男籃再次將青年高中擋在8強門外，並將最佳成績推進到第6名。
107學年度，東泰男籃再次複賽5戰皆墨，最終外卡戰一路領先情況下被治平高中73：75遭到逆轉，結束賽季。
108學年度，東泰男籃在資格賽前兩場分別擊敗花蓮體中（88：64）、永平工商（92：58）獲勝，確定直接晉級到外卡第二輪碰上宜蘭高中，雖然一度被宜蘭高中把差距縮小，但始終維持差距領先到終場，最終78：65淘汰宜蘭高中，再次挺進16強預賽，最終一路領先情況下被北市成功高中65：75遭到逆轉，結束賽季。
109學年度，東泰男籃在資格賽前兩場分別擊敗光啟高中（83：44）、屏東高中（88：65）、北科附工（86：54）三戰獲勝確定直接晉級到外卡第二輪，明天碰上同德高中爭取16強預賽，最終以84：63輕鬆獲勝，預賽67：53擊敗南湖高中，確定與東山高中和新銳球隊萬能工商攜手晉級12強，與泰山高中、三民家商、青年高中、東山高中和分在B組，順利以分組第二重返八強，雖然二連勝吞四連敗．在關鍵一戰對衛冕軍能仁家商最終以87：67大勝，隊史首度晉級四強，將在3月6日對男子組最多冠軍的南山高中，雖然第二節至第三節打完62：49，第四節南山防守加壓反倒以72：76遭到逆轉，只能抱憾和新竹光復高中打季軍戰，雙方沒壓力情況雖然以48：69落敗，也是隊史成軍以來最佳成績。
110學年度，東泰男籃在預賽前兩場分別擊敗108學年度淘汰他們的北市成功（73：46）、治平高中（80：54），與能仁家商爭取D組龍頭，雙方在確定晉級12強複賽門票情況下東泰以65：71落敗，與能仁家商、高苑工商、光復高中、強恕高中和宜蘭高中分在A組，在關鍵一戰對高苑工商最終以76：63大勝，順利以分組第三連續兩年晉級八強，準決賽階段，去年打進到四強的東泰高中，今日在輸給高苑工商後，確定拿下第七名。
高中籃球聯賽HBL
| 學年度    | 級別 | 成績   |
| --------- | ---- | ------ |
| 105學年度 | 甲級 | 第八名 |
| 106學年度 | 甲級 | 第六名 |
| 109學年度 | 甲級 | 第四名 |
| 110學年度 | 甲級 | 第七名 |
| 111學年度 | 甲級 | 第七名 |
| 112學年度 | 甲級 | 第三名 |
| 113學年度 | 甲級 | 第五名 |

### 女籃
東泰女籃隊成軍首年挑戰乙級就闖進8強，為新竹縣相隔16年，再度有女籃隊闖進8強賽，最終以第7名作收。
105、106學年度，東泰女籃都通過資格賽的考驗，卻都在12強預賽止步。
107學年度，東泰女籃在分組預賽排在第4，外卡戰以76：46淘汰一日兩戰的南湖女籃，首次打進全國8強，前面6場都輸球，最後無關晉級比賽以88：78擊敗滬江高中，確定收下全國八強第七名。
108學年度，東泰女籃在分組預賽排在第6，外卡戰以53：68輸給滬江高中遭到淘汰，5月22日東泰女籃與台元紡織的合作劃下句點，教練吳欣穎也在聯賽後離隊確定轉戰崇光中學任教，確實對女籃隊的經營造成不小衝擊，不過，女籃隊今年依舊維持招生，甚至剛聘請前台南大灣國中教練翟詣雯接掌球隊兵符。
109學年度，東泰女籃在資格賽分組A組排在第2，外卡戰以43：53輸給挑戰甲級第三年輔仁中學遭到淘汰。
110學年度，東泰女籃在資格賽分組A組排在第2，外卡戰以逸待勞迎戰首次挑戰甲級的麥寮高中，最終以55：52驚險獲勝，重返12強前進高雄預賽門票，外卡戰以53：78輸給苗栗高商遭到淘汰，因學校政策變更，東泰女籃確定解散。
| 學年度    | 級別 | 成績   |
| --------- | ---- | ------ |
| 107學年度 | 甲級 | 第七名 |

## Tongtex Suns

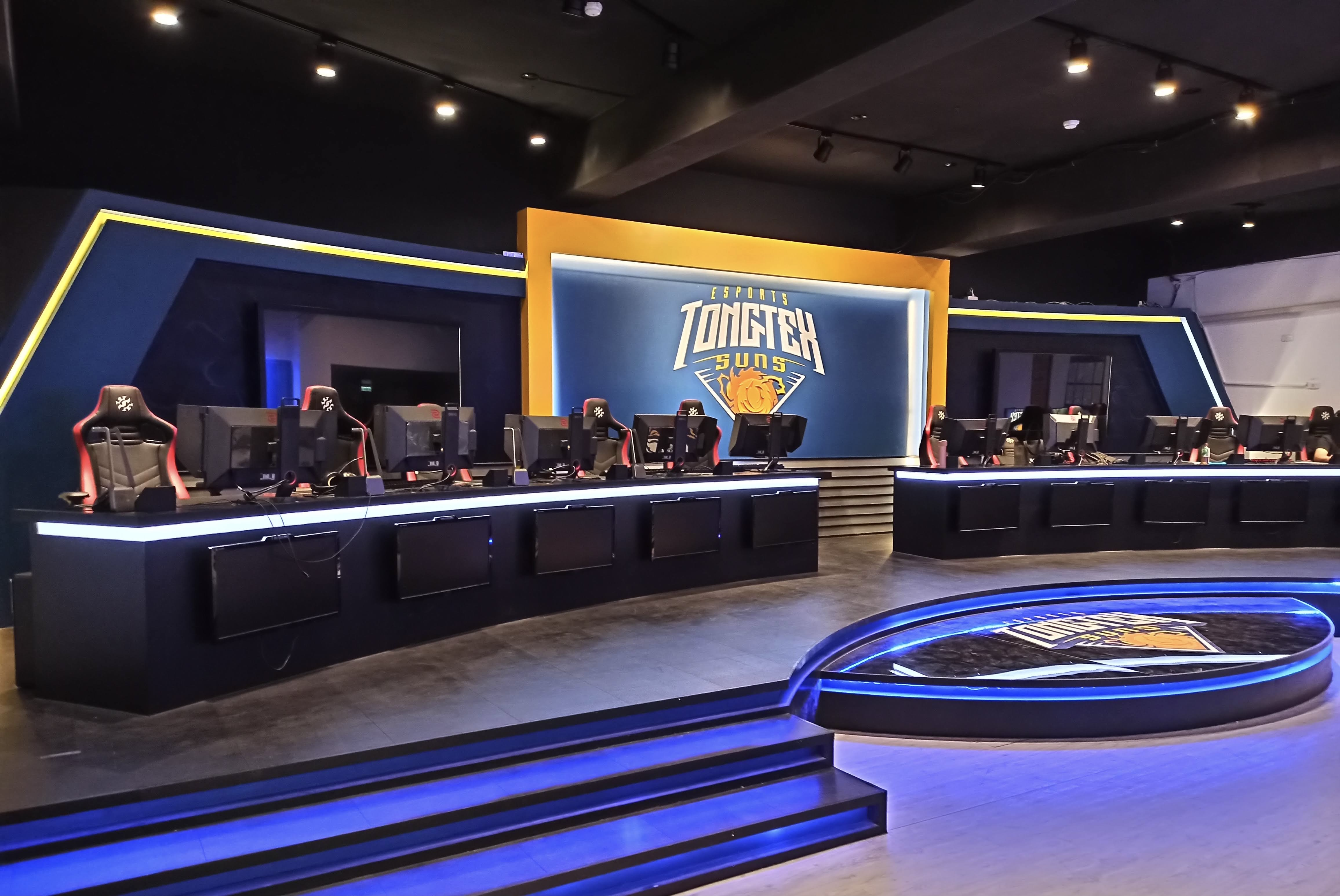
電競館

東泰高中電競隊成立於2016年，取名為「Tongtex Suns」
(東泰太陽隊TTSH)。
東泰高中電競隊於2016年11月參加絕對武力：全球攻勢校園電競聯賽，獲得第三名。
2017年2月參加英雄聯盟北區高中職電競大賽，獲得冠軍。
2019年11月參加英雄聯盟國際學校體育聯合會（International School Sport Federation，ISF）世界中學生運動會，榮獲冠軍。

## 外部連結
- 東泰高級中學 （页面存档备份，存于）
- 東泰籃球隊
- 東泰高中 - 教育部國民及學前教育署